# Inge Sørensen
Inge Sørensen   (Gentofte, 18 de juliol de 1924 - Nova Jersey, 9 de març de 2011), de casada Inge Tabur, fou una nedadora danesa, especialista en braça, que va competir en els anys previs a la Segona Guerra Mundial. Amb tan sols 12 anys i 24 dies va guanyar una medalla de bronze en els 200 metres braça als Jocs Olímpics d'Estiu de 1936 a Berlín, cosa que la converteix en la medallista olímpica més jove de tots els temps en una competició individual.
Entre el 1936 i el 1944 va guanyar nou campionats danesos, dos campionats nòrdics i un campionat europeu. Va establir 14 rècords danesos en braça i va batre el rècord mundial en els 400 i els 500 metres braça, alhora que va ser la primera nedadora danesa en finalitzar els 200 metres braça en menys de 3 minuts.
La seva carrera com a nadadora es va veure interrompuda per la Segona Guerra Mundial. Després de la guerra es va casar amb un enginyer danès i es va traslladar a l'estranger, acabant la seva vida als Estats Units.